# Bad Berneck im Fichtelgebirge
Bad Berneck é um município da Alemanha, localizado no distrito Bayreuth, no estado de Baviera.